# River Lune (Irische See)
Der River Lune, der in die Irische See mündet, ist mit einer Länge von knapp 86 km der größere von zwei englischen Flüssen dieses Namens. Er fließt durch die Grafschaften Cumbria und Lancashire im Nordwesten von England.

## Flusslauf

### Quellgebiet
Der River Lune entspringt in Newbiggin-on-Lune (deutsch: „Ursprung am Lune“) aus der St-Helen’s Well und ein paar kleineren Quellen in deren näherer Umgebung und fließt zunächst westwärts. Das Dorf gehört zu der Civil parish Ravenstonedale. Schon auf den ersten 600 m münden von links drei Bäche, von denen zwei ebenso kurz sind wie er, der mittlere, genannt Dry Beck, jedoch 4,9 km lang ist. Zweieinhalb Kilometer nach der Quelle mündet ebenfalls von links der 5,58 km lange Weasdale Beck, erst ab hier und mit diesem zusammen ist die Lune statistisch als Wasserkörper erfasst.

### Täler
Der River Lune ist für die landschaftliche Schönheit seiner Täler bekannt. Im Oberlauf fließt er westwärts durch das Lunesdale. Bei Tebay nimmt er den von Norden kommenden Birk Beck auf und setzt dessen Richtung nach Süden fort. Sein Tal verengt sich alsbald zur über acht Kilometer langen Lune Gorge (Luneschlucht). Unterhalb davon wird es als Lonsdale bezeichnet. Hier hat der River Lune einige Mäander gebildet, von denen der Crook of Lune von William Turner gemalt wurde.

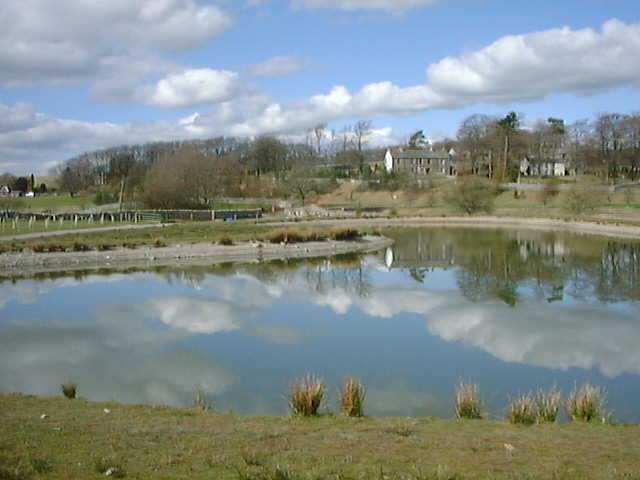
Newbiggin-on-Lune: zwischen Teichen und Landstraße der River Lune mit Brücke
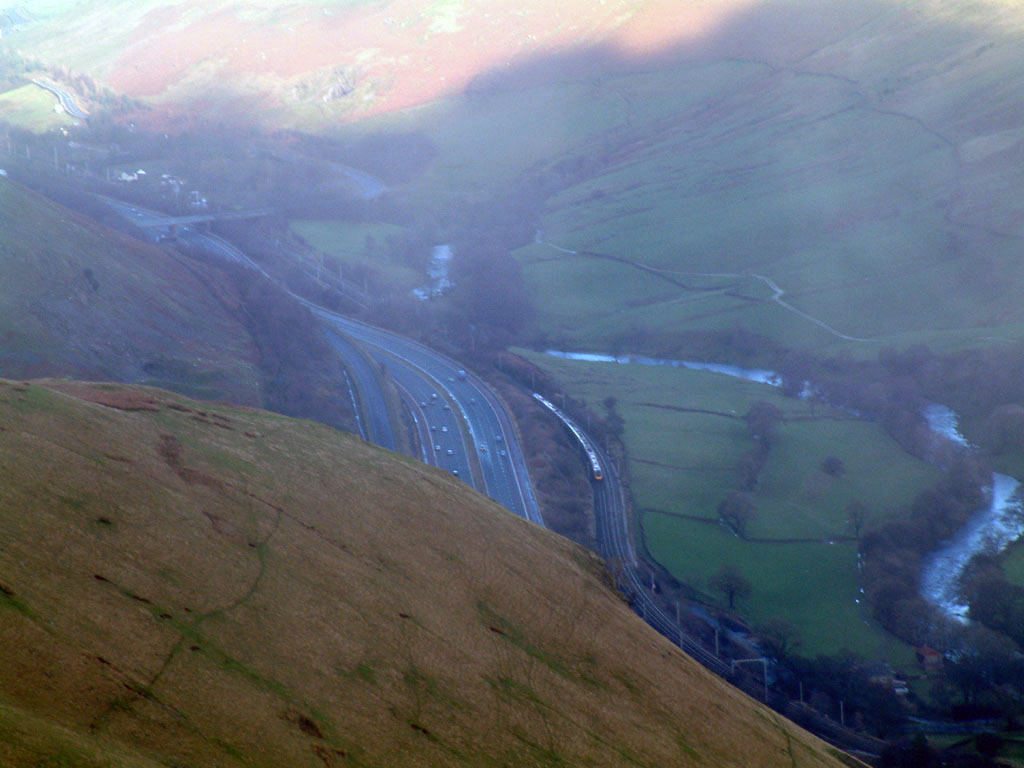
Lune Gorge mit Haupt-Verkehrswegen von England nach Schottland
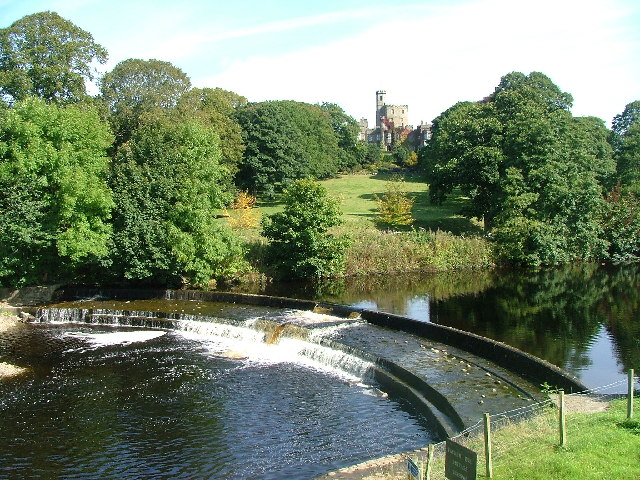
Der River Lune bei Hornby Castle, 13 km vor Lancaster

### Mündung
Im nordöstlichen Vorortbereich von Lancaster beginnt, künstlich begrenzt durch das Skelton Weir (weir = Wehr) der Tidenbereich der Lune, an dem auch die Hafenanlagen der Stadt liegen. Im Stadtbereich von Lancaster überqueren die A6 auf der Greyhound Bridge und die Lune Millennium Bridge für Fußgänger und Radfahrer den Fluss. Bis zur Küstenlinie beim Sunderland Point sind es noch 14 Flusskilometer. Nach weiteren 7 km hat die Lune auch das Watt passiert.

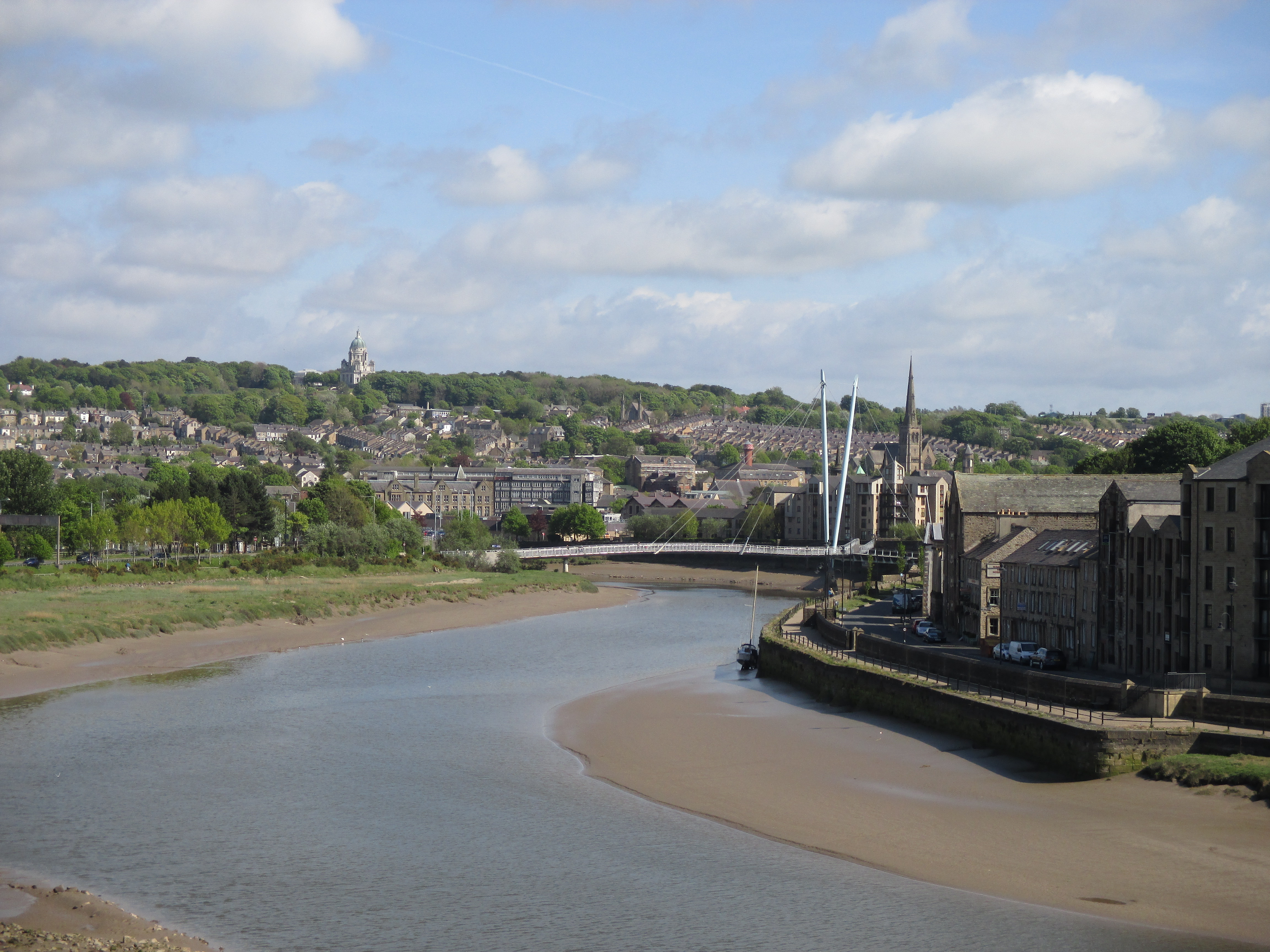
River Lune in Lancaster
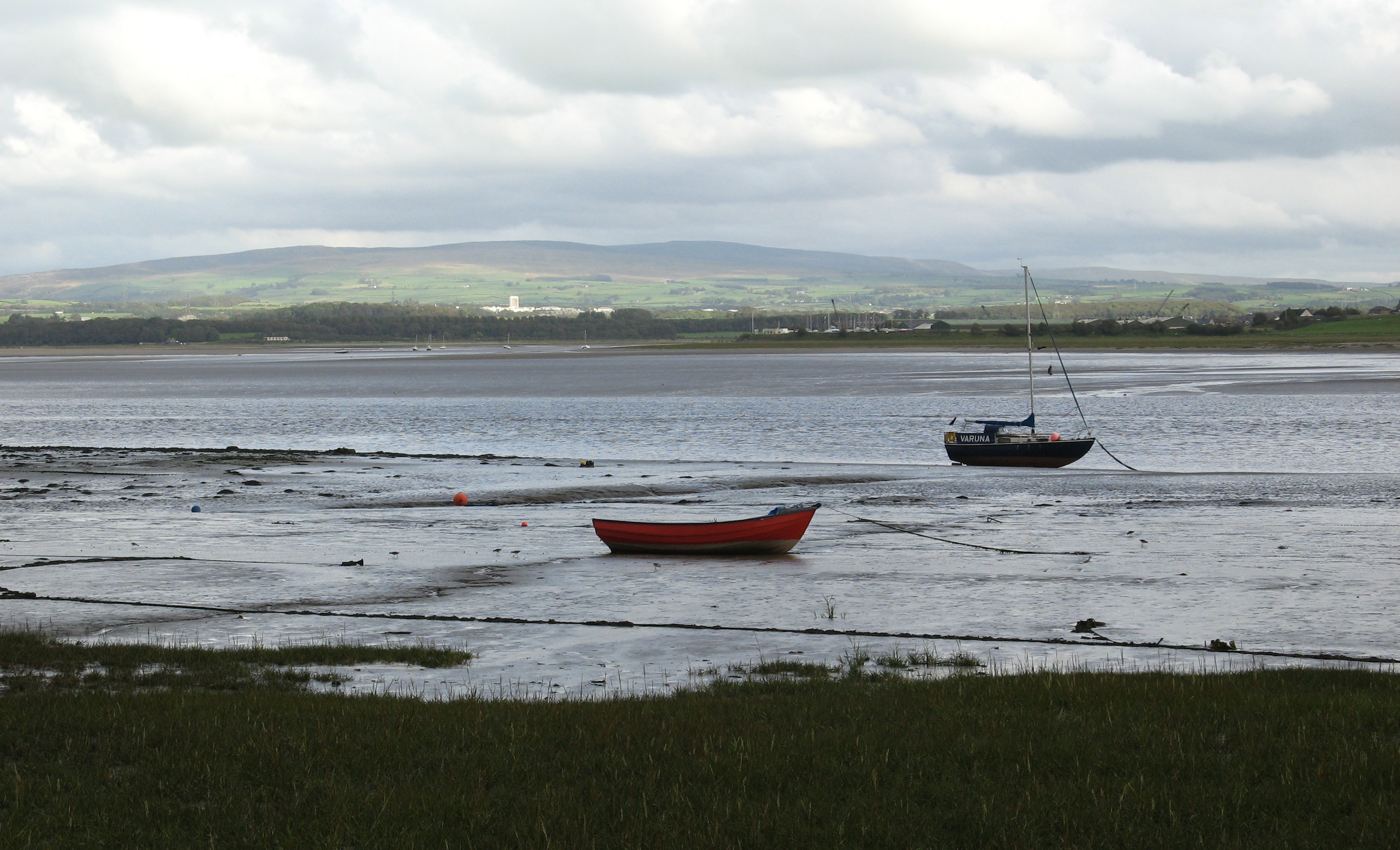
Mündung in die Morecambe Bay beim Sunderland Point

## Flusssystem
– Reihenfolge flussaufwärts, Zuflüsse von Zuflüssen eingerückt –
| - Janson Pool (entwässert Glasson Marsh nahe Glasson Dock) - Wood Bridge Pool (entwässert Lades Marsh nahe Sunderland Point) - Lades Pool (entwässert Lades Marsh, bei Overton, Lancashire) - Chapel Pool (östlich von Overton) - River Conder - Brant Beck (nahe Ashton Hall) - Colloway Pool (bei Stodday) - Peggymarsh Pool - Oxcliffe Pool - Newton Beck (bei Newton in Lancaster) - Howgill Brook (bei Beaumont in Lancaster) - Cote Beck (westlich von Halton-on-Lune) - Denny Beck (bei Halton) - Halton Green Beck - Monkley Gill Beck - Escow Beck (am Crook o'Lune) - Deys Beck - Artle Beck (bei Caton, Lancashire) - Foxdale Beck - Crossgill Beck - Ragill Beck - Closegill Beck - Whitespout Gutter - Rushbed Gutter - Udale Beck - Sweet Beck - Bellhill Clough - Oval Syke - Highfield Beck - Bull Beck (nahe Brookhouse, Lancashire) - Kirk Beck - Tarn Brook - Traitor's Gill - Mears Beck - Westend Beck - Barncroft Beck - Clunter Beck (bei Halton) - Claughton Beck - Farleton Beck | - River Wenning - River Hindburn - Dale Beck - Middle Gill - Withray Beck - River Roeburn - Hunt’s Gill Beck - Clapham Beck - Kettles Beck - Fen Beck - Austwick Beck - Fell Beck (verschwindet im Gaping Gill und wird in der Ingleborough Cave zum Clapham Beck) - Gressingham Beck (nahe Gressingham) - High Dam Beck - Spinks Gill Beck - Thrush Gill (in Thrush Gill Wood) - Old Lune - Bains Beck (nahe Arkholme-with-Cawood) - Newton Beck - River Greta - River Doe - River Twiss - Kingdale Beck - Back Gill - Long Gill - Leck Beck - Sellet Mill Beck - Barbon Beck - Aygill - Hazel Sike - Barkin Beck - Ashdale Gill - Toss Beck - Luge Gill - Brow Gill - Wrestle Gill | - River Rawthey - Rawthey Gill - Haskhaw Gill - River Dee - Clough River - Grisedale Beck - Capplethwaite Beck - Priestfield Beck - Crosdale Beck - Chapel Beck - Bram Rigg Beck - Calf Beck - Long Rigg Beck - Fairmile Beck - Carlin Gill - Borrow Beck - Crookdale Beck - Roundthwaite Beck - Birk Beck - Bretherdale Beck - Wasdale Beck - Chapel Beck - Tebay Gill - Rais Beck - Ellergill Beck - Langdale Beck - Churngill Beck - Udale Beck - Cote Beck - Bowderdale Beck - Sandwath Beck - Pinksey Bottom - Greenside Beck - Dale Gill - Weasdale Beck - Dry Beck |